# Angela Mortimer
Florence Angela Margaret Mortimer Barrett (ur. 21 kwietnia 1932 w Plymouth) – brytyjska tenisistka.
Zwyciężyła w czterech turniejach wielkoszlemowych, w tym trzech w grze pojedynczej; triumfowała na Wimbledonie w 1961 roku, po finałowym zwycięstwie nad Christine Truman 4:6, 6:4, 7:5. Był to pierwszy od 47 lat finał z udziałem dwóch Brytyjek. Wygrywała także singla na French Open w 1955 i Australian Open 1958; ponadto wygrała też w grze podwójnej na Wimbledonie w 1955.
W 1958, w finale Wimbledonu uległa Amerykance Althei Gibson. Była na tym turnieju także wielokrotną ćwierćfinalistką (1953, 1954, 1956, 1959, 1960), a także półfinalistką US Open z 1961 roku.
Wielokrotnie występowała w meczach Pucharu Wightman, była także kapitanem reprezentacji w Pucharze Federacji w latach 1967–1970 (zwycięstwo w 1968).
Była osobą częściowo niedosłyszącą. Wyszła za mąż za członka brytyjskiej reprezentacji do Pucharu Davisa Johna Edwarda Barretta. W 1993 została przyjęta do Międzynarodowej Tenisowej Galerii Sławy.